# اسپندارتباران
اِسپَندارتباران (نام علمی: Cereeae) نام یک تبار از زیرخانواده کاکتوس‌واران است.
این زیرخانواده از کاکتوس‌ها شکلی ستون‌وار و گاه قلمی مانند شمع دارند و به همین خاطر به آن‌ها Cereeae گفته شده که از واژه لاتینی cēreus به معنی شمع باریک آمده‌است.
در فارسی کلمه اِسپَندار به همین معنی است.
برخی گونه‌ها از اسپندارتباران به کاکتوس‌های مشعلی شهرت داشتند زیرا سرخ‌پوستان در گذشته از آن‌ها به عنوان مشعل استفاده می‌کردند.